# بالوما يونغ
بالوما يونغ (بالإنجليزية: Paloma Young)‏ هي مصممة أزياء تقليدية أمريكية، ولدت في 1979 في كاليفورنيا في الولايات المتحدة.

## وصلات خارجية
- الموقع الرسمي
- بالوما يونغ على موقع IMDb (الإنجليزية)
- بالوما يونغ على موقع قاعدة بيانات برودواي على الإنترنت (الإنجليزية)
- بالوما يونغ على موقع قاعدة بيانات الفيلم (الإنجليزية)